# Lekkoatletyka na Światowych Wojskowych Igrzyskach Sportowych 2011 – bieg na 110 m przez płotki mężczyzn
Bieg na 110 metrów przez płotki mężczyzn – jedna z lekkoatletycznych konkurencji biegowych rozegranych w dniach 20 i 21 lipca 2011 roku podczas 5. Światowych Wojskowych Igrzyskach Sportowych na stadionie Estádio Engenhão w Rio de Janeiro.

## Terminarz
| Data          | Godzina (UTC-03:00) | Wydarzenie |
| ------------- | ------------------- | ---------- |
| 20 lipca 2011 | 09:00               | Półfinały  |
| 21 lipca 2011 | 09:10               | Finał      |

## Rekordy
Tabela prezentuje rekord świata, a także rekord Igrzysk wojskowych (CSIM) przed rozpoczęciem mistrzostw.
|                                   | Zawodnik           | Wynik | Miejsce | Data                  |
| --------------------------------- | ------------------ | ----- | ------- | --------------------- |
| Rekord świata                     | Dayron Robles      | 12,87 | Ostrawa | 12 czerwca 2008(dts)  |
| Rekord Igrzyska wojskowych (CSIM) | Staņislavs Olijars | 13,32 | Zagrzeb | 21 sierpnia 1999(dts) |

## Medaliści
| Złoto                     | Srebro         | Brąz                         |
| Dominik Bochenek · Polska | Ji Wei · Chiny | Mariusz Kubaszewski · Polska |

## Wyniki

### Półfinały
Awans do finału: trzech najlepszych zawodników z każdego biegu (Q), plus 2 z najlepszymi czasami (q).
| Pozycja | Bieg | Zawodnik                   | Państwo                      | Czas  | Uwagi |
| ------- | ---- | -------------------------- | ---------------------------- | ----- | ----- |
| 1       | 2    | Dominik Bochenek           | Polska                       | 13,71 | Q     |
| 2       | 2    | Ji Wei                     | Chiny                        | 13,72 | Q     |
| 3       | 2    | Ali Alzak                  | Arabia Saudyjska             | 13,78 | Q     |
| 4       | 1    | Mariusz Kubaszewski        | Polska                       | 13,89 | Q     |
| 5       | 1    | Ahmed Almuwallad           | Arabia Saudyjska             | 13,91 | Q     |
| 6       | 1    | Damien Broothaerts         | Holandia                     | 13,97 | Q     |
| 7       | 1    | Fawaz Alshamari            | Kuwejt                       | 13,98 | q     |
| 8       | 1    | Zhu Hengjun                | Chiny                        | 14,17 | q     |
| 9       | 2    | Sajjad Sajjad              | Pakistan                     | 14,57 |       |
| 10      | 2    | Jassim Albalooshi          | Zjednoczone Emiraty Arabskie | 14,95 |       |
| 11      | 2    | Jorge H. Cáceres Lerma     | Kolumbia                     | 15,52 |       |
| 12      | 1    | Carlos Eduardo Lamby Pérez | Kolumbia                     | 15,57 |       |
| 13      | 2    | Sylve Dominick             | Stany Zjednoczone            | 16,04 |       |

### Finał
| Pozycja | Tor | Zawodnik            | Państwo          | Czas           | Uwagi |
| ------- | --- | ------------------- | ---------------- | -------------- | ----- |
| 01 !    | 6   | Dominik Bochenek    | Polska           | 13,74          |       |
| 02 !    | 3   | Ji Wei              | Chiny            | 13,81          |       |
| 03 !    | 4   | Mariusz Kubaszewski | Polska           | 13,87          |       |
| 4       | 7   | Damien Broothaerts  | Belgia           | 13,93          |       |
| 5       | 8   | Ali Alzaki          | Arabia Saudyjska | 13,98          |       |
| 6       | 5   | Ahmed Almuwallad    | Arabia Saudyjska | 14,02          |       |
| 7       | 2   | Fawaz Al-Shammari   | Kuwejt           | 14,02          |       |
| 8       | 1   | Zhu Hengjun         | Chiny            | 14,30          |       |
|         |     |                     |                  | Wiatr: 0,0 m/s |       |